# Ernest Dumont
Ernest François Dumont , né le 13 octobre 1877 dans le 17e arrondissement de Paris, ville où il est mort  le 11 décembre 1941 en son domicile dans le 15e arrondissement, est un parolier français.

## Biographie
Ernest Dumont a cosigné de nombreuses œuvres (chansons et monologues) avec Louis Bénech, notamment Nuits de Chine, L'Hirondelle du faubourg, L'Étoile du marin, Riquita, Dans les jardins de l'Alhambra, Du gris, La Femme aux bijoux... Dumont a également collaboré avec d'autres compositeurs, dont Pierre (ou Pietro) Codini, Henri Christiné, Gaston Gabaroche, Gustave Goublier, Georges Krier, célèbres dans le milieu du café-concert.
Les chansons de Dumont ont été interprétées, entre autres, par Bérard, Dickson, Georgius, Dona, Marcelly, Emma Liebel, Georgel.